# Dornier Do 26
Dornier Do 26 – łódź latająca zaprojektowana na zlecenie Deutsche Lufthansa.

## Historia

Silnik Junkers Jumo 205 eksponowany w MLP w Krakowie

Deutsche Lufthansa w 1936 r. zleciła firmie Dornier opracowanie łodzi latającej do odbywania lotów transatlantyckich na trasie Lizbona – Nowy Jork. Aby temu podołać, zaprojektowano samolot z czterema silnikami umieszczonymi w układzie tandem. Projekt został zaakceptowany i Dornier otrzymał zlecenie na budowę trzech prototypów. Pierwszy z nich, oznaczony jako V1 (o znakach D-AGNT i nazwie własnej Seeadler), został oblatany 21 maja 1938 r. Próby wypadły pomyślnie i samolot został przyjęty przez zamawiającego. Drugi prototyp V2 (D-AWDS, Seefalke) wzniósł się w powietrze w lutym 1939 r., trzeci V3 (D-ASRA, Seemöve) poleciał po raz pierwszy 16 sierpnia 1939 r. Egzemplarze V1 i V2 otrzymały nazwę Do 26A. V3 stanowił pierwowzór samolotu pasażerskiego i nosił oznaczenie Do 26B. Ostatecznie zdecydowano się na dostosowanie go do zadań militarnych jako Do 26C.
Egzemplarze V4, V5 i V6 zostały przejęte przez wojsko i przebudowane na samoloty dostosowane do dalekiego rozpoznania i transportu. Samoloty otrzymały obronne uzbrojenie strzeleckie. Tak zmodyfikowana wersja otrzymała oznaczenie Do 26D, do tego standardu doposażono również prototyp V2.

## Zastosowanie bojowe
Po wybuchu II wojny światowej samoloty Do 26 weszły w skład Trans-Ozean Staffel/15 dowodzonej przez Hauptmanna Freiherra von Buddenbrocka. Samoloty zostały dostarczone do jednostki 21 września 1939 r. Pierwsze użycie bojowe maszyn miało miejsce podczas inwazji na Norwegię, w tracie działań bojowych utracono 28 maja 1940 r. jeden z egzemplarzy. Pozostałe maszyny służyły w Transozeanstaffel/K.Gr.z.b.V 108.
Do 26 V5 (P5 + EH), po katapultowaniu ze statku „Friesenland”, 16 listopada 1940 r. rozbił się w pobliżu portu Brest. W katastrofie zginęła cała załoga. V6 został użyty w czerwcu 1943 r. do uratowania personelu stacji meteorologicznej „Holz Auge” na Grenlandii. Późniejsze losy Do 26 nie są znane, żaden z nich nie został zdobyty przez Aliantów.

## Konstrukcja
Czterosilnikowa łódź latająca w układzie górnopłatu. Skrzydło o tzw. mewim kształcie (polski płat) w całości wykonane z metalu, wyposażone w klapy i lotki. Pod dolną powierzchnią płata znajdował się pomocniczy pływak stabilizujący samolot na powierzchni wody, składany w locie. Kadłub łodziowy, o konstrukcji metalowej, podzielony na osiem przedziałów, z dnem redanowym. Znajdowały się w nim cztery zbiorniki paliwa o pojemności 7300 litrów oraz zbiornik oleju o pojemności 600 litrów. Usterzenie krzyżowe, o konstrukcji metalowej. Statecznik poziomy podparty zastrzałem w kształcie odwróconej litery V. Napęd stanowiły cztery sześciocylindrowe, chłodzone cieczą silniki Jumo 205D zabudowane w dwóch parach w układzie tandemowym. Napędzały trójłopatowe, metalowe, przestawne śmigła.

## Dane Do 26D
Dane egzemplarza seryjnego:
- Rozpiętość skrzydeł: 30 m
- Długość: 24,6 m
- Masa własna: 11,4 t
- Maksymalna masa startowa: 20 t
- Napęd: cztery silniki Junkers Jumo 205D, każdy o mocy 647 KW/880 KM
- Prędkość maksymalna: 323 km/h
- Pułap praktyczny: 4500 m
- Zasięg: 7100 km
- Uzbrojenie: jedno działko MG 151 kalibru 20 mm, trzy km MG 15 kalibru 7,9 mm
- Załoga: 4 osoby